# Потапов, Серафим Георгиевич
Серафим Георгиевич Потапов (1904 — 1941) — советский краевед, журналист. Директор Якутиздат (1931—1938). Руководитель общества изучения Якутского края (1930—1932).

## Биография
Родился Серафим Георгиевич в 1904 году в Верхневилюйске Верхневилюйского улуса в Якутии, в крестьянской семье.
В 1915году завершил обучение в местной сельской школе. В 1919 году окончил обучение в якутском реальном училище. С 1920 по 1922 годы трудился на комсомольской работе, был секретарём Вилюйского уездного комсомольского организационного бюро, затем заведующим отделом Якутского губкома РКСМ. С октября 1920 года являлся кандидатом в члены РКП(б).
С 1922по 1926 годы проходил обучение на факультете советского права Первого Московского государственного университета. Вернувшись в Якутию стал работать в органах прокуратуры, был старшим помощником прокурора. С 1929 года работал на партийной работе, С 1930 по 1931 годы секретарь ЦИК Якутской АССР. С конца 1931 до мая 1938 трудился в должности директора Якутиздата.
С 1930 по 1932 годы возглавлял Общество изучения Якутского края. Арестован 23 июня 1938 как «участник контрревол. бурж.-националист. якут. подполья» (вместе с П. А. Ойунским, Г. В. Ксенофонтовым), «осуществлявший связь между троцкистами и националистами».
С 23 июня 1938 года Серафим Потапов подвергся репрессиям. Был арестован как «участник контрреволюционного буржуазно-националистического якутского подполья», «осуществлявший связь между троцкистами и националистами». В тюрьме доведен до психического расстройства. 19 января 1939 года осужден ВК ВС СССР на 10 лет исправительно-трудовых лагерей с поражением в правах на 5 лет и конфискацией имущества. 25 октября 1939 года был доставлен для отбывания наказания в Колымский край. Работал лесорубом, землекопом. Умер от истощения в лагере. Реабилитирован в 1957 году.

## Сочинения и библиография
- Охотские тунгусы // Якутские зарницы. 1926. № 3. С. 27-29;
- Иностранный ученый мир о литературе национальных меньшинств СССР: (Обзор печати) // Автономная Якутия. 1927. 6 марта;
- Обзор литературы о Китае // Автономная Якутия. 27, 30, 31 марта;
- В Якутской комиссии Академии наук СССР // Автономная Якутия. 1930. 25 февр.;
- Герои гражданской войны в Якутии. Якутск, 1931;
- Бойцы социалистической стройки Якутии: Очерк. Якутск, 1931;
- Народности севера Якутской АССР на путях к социализму. Якутск, 1932 (совм. с Н. Алексеевым);
- Национальное искусство Якутии. Якутск, 1932;
- Якутская картинная галерея. Б. м., 1932;
- Якутская АССР: Учебное пособие по краеведению для 3-4 класса начальной школы. Якутск, 1935 (на якут. яз.).